# بيت دراموند
بيت دراموند (بالإنجليزية: Pete Drummond)‏ هو دي جيه بريطاني، ولد في 29 يوليو 1943 في بانغور في المملكة المتحدة.

## وصلات خارجية
- بيت دراموند على موقع IMDb (الإنجليزية)
- بيت دراموند على موقع ميوزك برينز (الإنجليزية)
- بيت دراموند على موقع ديسكوغز (الإنجليزية)
- بيت دراموند على موقع قاعدة بيانات الفيلم (الإنجليزية)